# Kalta tsre
Kalta tsre (armeniska: ქალთა წრე, fritt översatt: Kvinnokretsen), var en kvinnoförening verksam i Georgien mellan 1872 och 1905. Det var en första kvinnoförening i Georgien och starten för den organiserade kvinnorörelsen i Georgien. 
Den bildades av de kvinnliga studenter som tvingades studera i Schweiz, därför att inga högskolor var öppen för kvinnor i Kejsardömet Ryssland (som Georgien då tillhörde). Bland dess grundare fanns Anastasia Tumanisjvili-Tsereteli, Ekaterine Melikisjvili, Olga Guramisjvili-Nikoladze, Ekaterine Gabasjvili, och Elene Qipiani. Kvinnorna översatte utländsk litteratur till georgiska och höll litterära diskussions- och bokcirklar. Vid denna tid var politiska föreningar (inklusive kvinnoföreningar) förbjudna i Tsarryssland, men denna tilläts eftersom den formellt var ett litteratursällskap. 
Sällskapet bildade snart lokalföreningar över hela Georgien, med Ekaterine Gabasjvili som dess ledande kraft under hela perioden 1872–1905. I cirklarna diskuterades kvinnofrågor, och i praktiken kom den att fungera som Georgiens första kvinnoförening. Tillfälliga diskussionsgrupper, kommittér och liknande uppstod under cirklarnas ledning där kvinnor engagerade sig i samhällslivet för första gången i Georgien, och gynnade kvinnors deltagande i litteratur och kultur. Föreningen spelade en stor roll för att starta och gynna debatten och kvinnors rättigheter i Georgien, lägga grunden för en kvinnorörelse och gynna georgisk kultur under en tid av ryssifiering i Georgien. 
Efter revolutionen 1905 blev det lagligt med politiska föreningar i Ryssland, vilket ledde till att föreningen (Kalta tsre) efterträddes av en mängd mindre grupper med mer öppna politiska syften, så som Anastasia Tumanisjvili-Tseretelis “Education” (1908), “Georgian Women’s Charity Organization”, “Commission of Tbilisi Women’s Circle”, “Georgian Women’s Society”, “School for Poor Girls”, “Society of Education”, “Society of Knowledge”, “Georgian Unity of Equality for Women” och Inter-Partial League of Women, som mer öppet adresserade kvinnofrågor och ägnade sig åt aktivism kring dessa.